# Nelson Frazier
Nelson Lee Frazier, Jr. (* 14. Februar 1971 in Memphis, Tennessee; † 18. Februar 2014 ebenda), besser bekannt als Big Daddy V, war ein US-amerikanischer Wrestler. Seine größten Erfolge hatte er bei der Wrestlingorganisation WWE, wo er in deren wöchentlichen Sendungen sowie bei Großveranstaltungen auftrat und den World Tag Team Champion-Titel erhielt.

## Karriere
Nelson Frazier startete seine Wrestlingkarriere mit seinem Freund und späteren Team-Partner Robert „Mo“ Horne in North Carolina. Nach dem Tod ihres Trainers Gene Anderson, nahm sich George South ihrer an und formte sie als Team „Harlem Knights“, das für die United States Wrestling Association antrat. 1993 wechselte Frazier gemeinsam mit Horne in die damalige World Wrestling Federation und nahm dort den Ringnamen Mabel an. Das Team wurde in „Men On A Mission“ umbenannt und in eine Fehde gegen die Quebecers geschrieben. Dabei konnte das Team den WWF World Tag Team Title erhalten. Der Höhepunkt in Fraziers Zeit als Mabel war der Gewinn des damals jährlichen King-of-the-Ring-Turniers 1995. Nach kurzer Pause wurde das Team aufgelöst und man ließ Frazier nun der Gruppierung Ministry of Darkness beitreten. Zwischenzeitlich gewann er den Hardcore-Titel. Nach der Auflösung der Gruppierung fand die WWF keine Verwendung mehr für Frazier und entließ ihn.
Nach einigen Auftritten in unabhängigen Promotions kam Frazier 2004 unter dem Namen Viscera zurück in die WWE. Am 17. Juni 2007 wurde er im zweiten Teil des Besetzungswechsels in den ECW-Kader verschoben, wo er als Big Daddy V auftrat.
Es folgten Fehden gegen den Boogeyman und CM Punk sowie im Tag-Team mit Mark Henry gegen CM Punk, Kane und den Undertaker. Am 25. Juni 2008 ließ man Frazier zur Freitagssendung SmackDown wechseln. Am 8. August 2008 wurde er von der WWE entlassen.
Anschließend war Frazier bei unabhängigen Wrestling-Ligen tätig.
Frazier starb am 18. Februar 2014 infolge eines Herzinfarkts.

## Erfolge
World Wrestling Entertainment

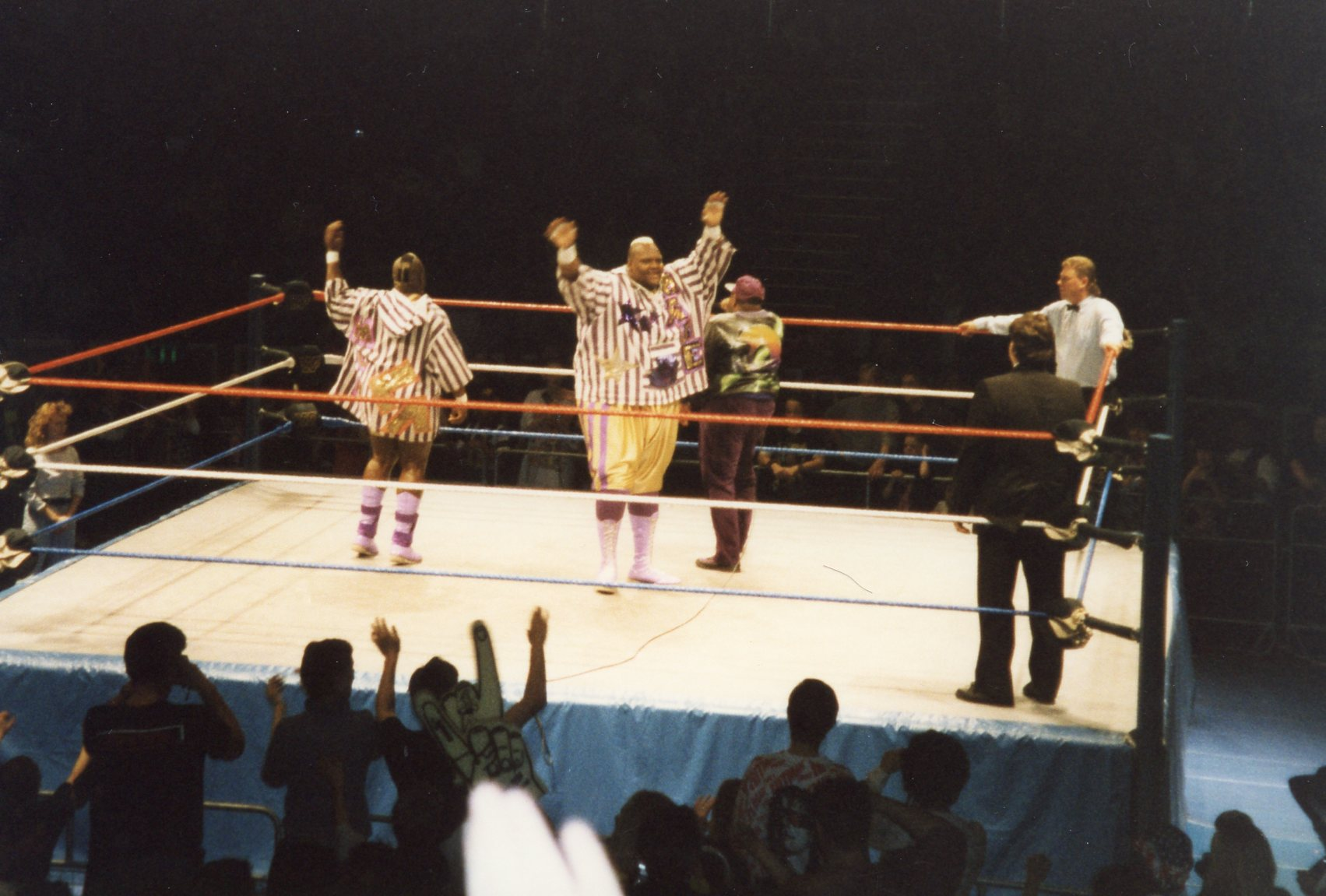
Men on a Mission

- 1× World Tag Team Champion (mit Robert Horne aka Mo als Men on a Mission)
- 1× WWE King of the Ring (1995)
- 1× WWF Hardcore Champion

Independent
- 1× WWC Universal Heavyweight Champion
- 1× USWA Universal Heavyweight Champion
- 1× NWA North American Heavyweight Champion
- 1× MCW (Memphis) Southern Heavyweight Champion
- 1× Al Asia Tag Team Champion (mit Taru)
- 1× PWF Tag Team Champion (mit Mo)